# Acontia hyperlophia
Acontia hyperlophia är en fjärilsart som beskrevs av George Francis Hampson 1902. Acontia hyperlophia ingår i släktet Acontia och familjen nattflyn. Inga underarter finns listade i Catalogue of Life.